# Benniworth
Benniworth est une paroisse civile et un village du Lincolnshire, en Angleterre.